# Weihnachtsbaumwurm
Der bunte Spiralröhrenwurm (Spirobranchus giganteus), auch bekannt als  Weihnachtsbaumwurm (vom englischen „Christmas Tree Worm“), ist eine Art der Kalkröhrenwürmer (Serpulidae).

## Habitus
Der Körper wird bis 10,2 cm lang und erreicht einen Durchmesser von bis zu 10 mm, aufgegliedert in bis zu 200 Segmente. Der Körper ist blau bis bräunlich gefärbt und zeigt ein arttypisches Halsband (Collar) am Übergang zwischen Tentakelkranz und Rumpf.
Auffällig sind die zwei konischen, spiralig gewundenen Kiemen bzw. Tentakelkronen von bis zu 25 mm Länge in gelb, orange, rot, pink, blau, weiß oder bräunlicher Färbung.
Die Würmer bilden lange Kalkröhren mit einem einzelnen Dorn an der Öffnungsseite sowie einem abgerundeten Kalkdeckel (Operculum) an einem langen Stiel mit einem Paar geweihartiger Ausläufer und wenigen kurzen Dornen an den Rändern.

## Lebensweise und Verhalten

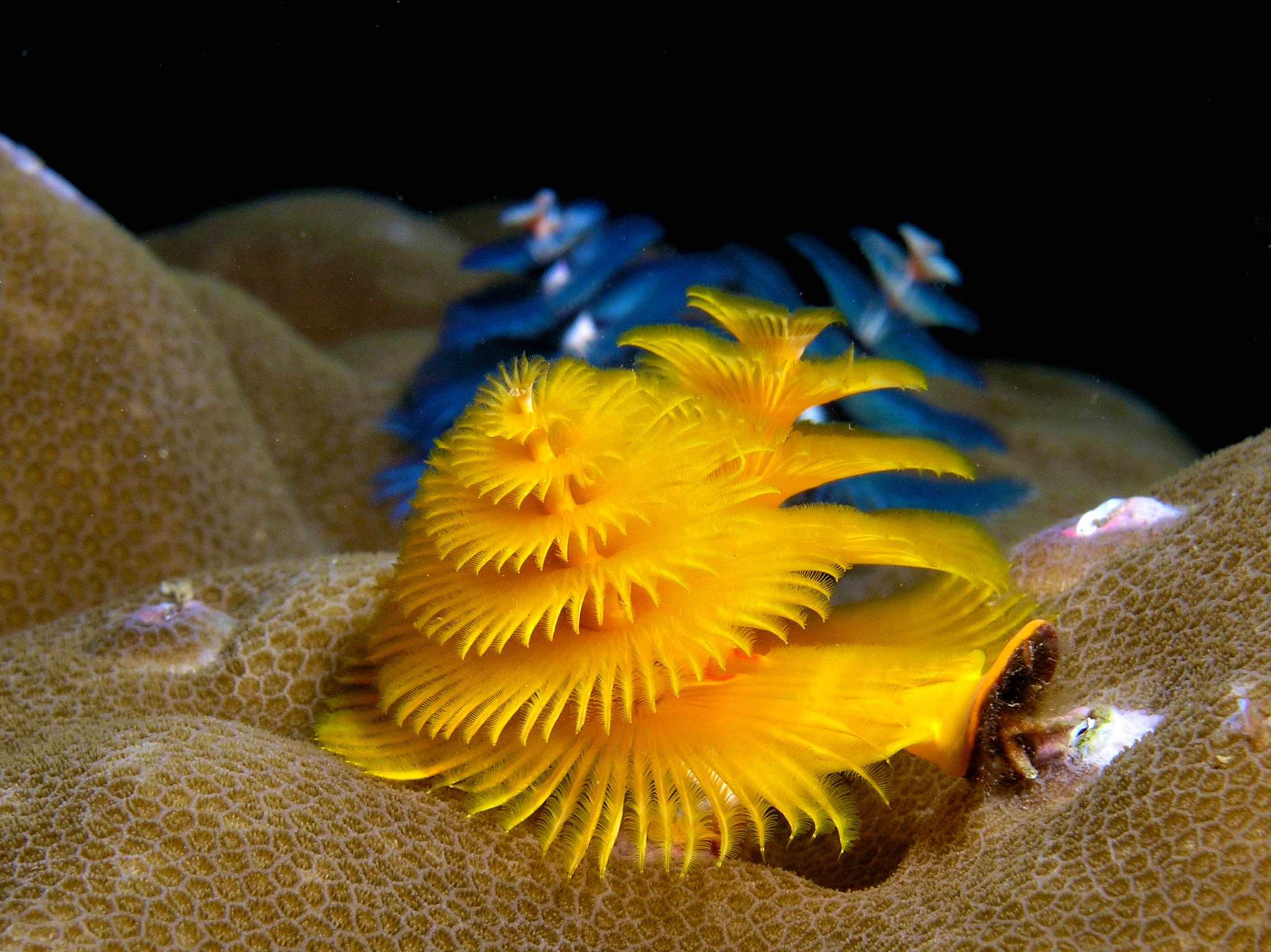
Weihnachtsbaumwürmer vor der Nordküste Osttimors

Der Spiralröhrenwurm lebt in selbstgebauten Kalkröhren, die er zeitlebens nicht mehr verlässt. Von außen sind nur die beiden farbigen Tentakelkronen bzw. Kiemen sichtbar, die den Würmern aufgrund ihres auffälligen Aussehens die amerikanische Bezeichnung Christmas tree worm eingetragen haben. Die Kalkröhren sind meist in Steinkorallen (oft in Hirnkorallen) zu finden. Auch tote Korallen sind oft mit Spirobranchus besiedelt.
Spirobranchus giganteus gehört als sessiler Borstenwurm zur Gruppe der Sedentaria. Daher sind im Adulttier keine Augen ausgebildet. Die Tiere sind Nahrungsfiltrierer, die mit ihrer beweglichen Tentakelkrone Plankton aus dem vorbeiströmenden Wasser filtrieren. Bei Störungen, die durch hochsensible Sinnesorgane an den Tentakeln registriert werden können, zieht sich der Wurm in seine Röhre zurück und verschließt diese mit einem Kalkdeckel. Dieser blitzschnelle Schutzmechanismus kann von Sporttauchern in tropischen Korallenriffen leicht beobachtet werden. Ein leichtes Zufächern von Wasser mit der Hand in Richtung der Tiere lässt sich diese augenblicklich in ihrer Röhre verschanzen. Die Tentakelkrone dient auch zur Atmung.
Nach Nishi und Nishihari (1996) können Individuen dieser Art ein Alter bis zu 40 Jahre erreichen.

## Umweltansprüche
Der Spiralröhrenwurm lebt in flachen warmen Meeren bei ca. 24 °C bis 26 °C Wassertemperatur. Hier kommen sie in der oberen euphotischen Zone im Sublitoral, also unterhalb der trockenfallenden Brandungszone vor.

## Verbreitung

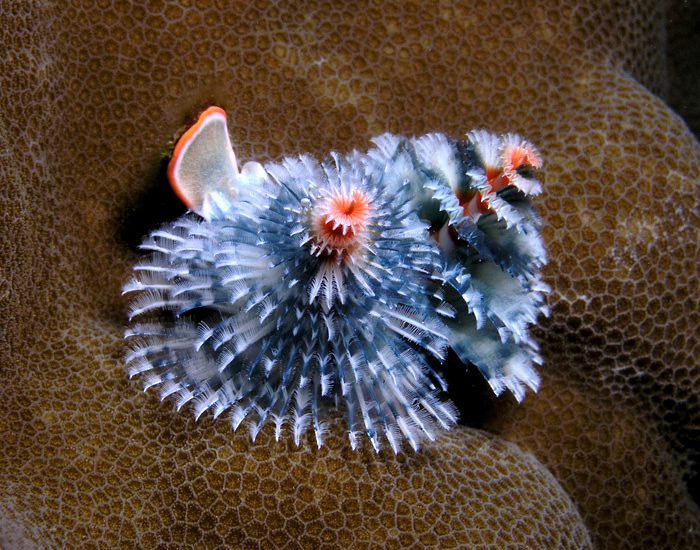
Weihnachtsbaumwürmer vor der Nordküste Osttimors

Der Weihnachtsbaumwurm kommt in den meisten tropischen Gewässern, zum Beispiel dem Indischen Ozean, dem Roten Meer, dem Südpazifik, der Karibik und dem Golf von Mexiko in den Korallenriffen vor.
Verwandte und ähnliche Arten kommen auch in der Nordsee vor. Bekannt ist der winzige Spiralröhrenwurm Spirorbis spirorbis der in großer Dichte Tange, wie z. B. den Sägetang besiedelt. Auch der Dreikantröhrenwurm (Pomatoceros triqueter) besiedelt zahlreiche Felsen, Steine und Muschelschalen z. B. im Helgoländer Felswatt.

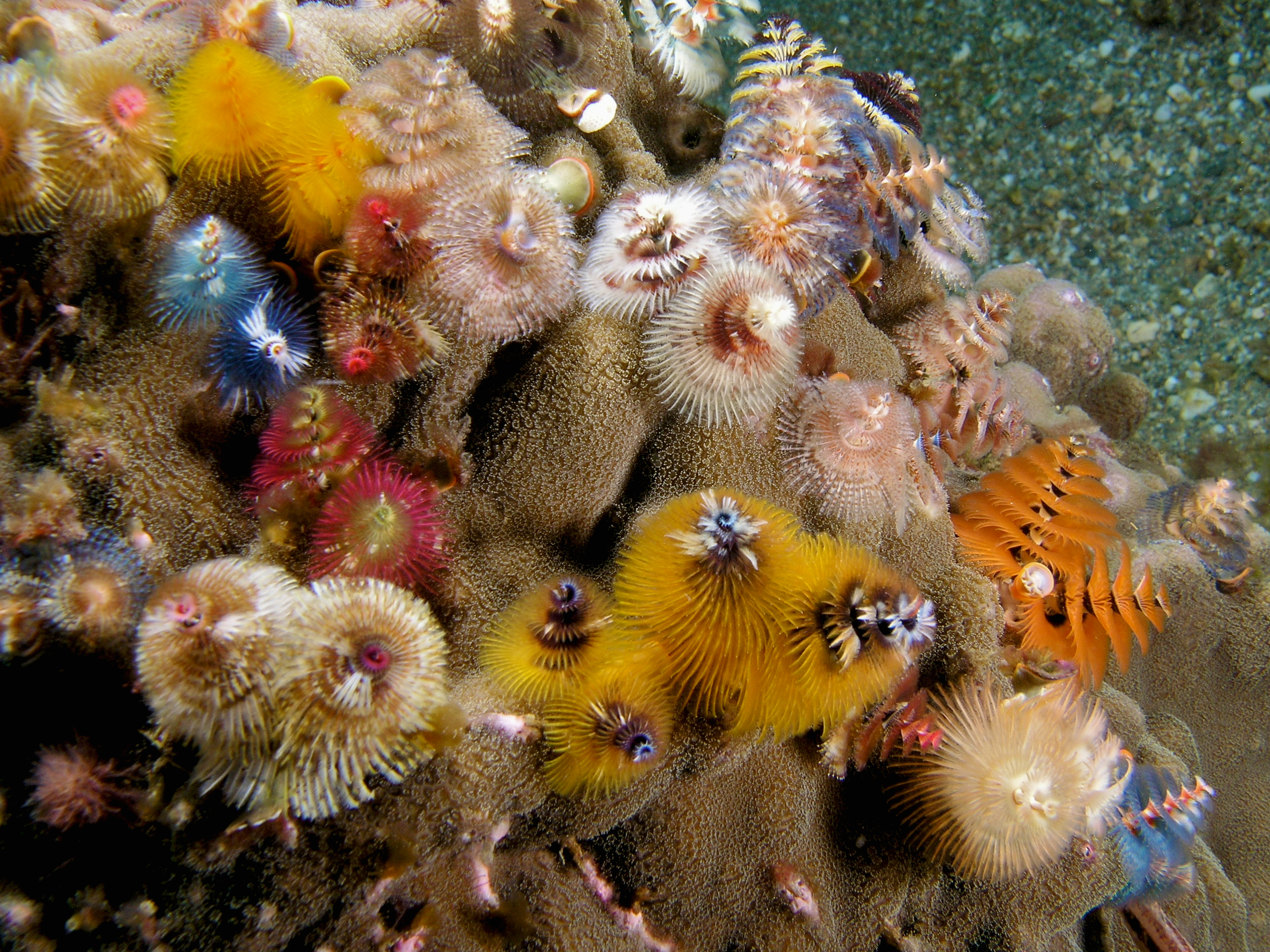
Auswahl von Weihnachtsbaumwürmern in Dili, Osttimor
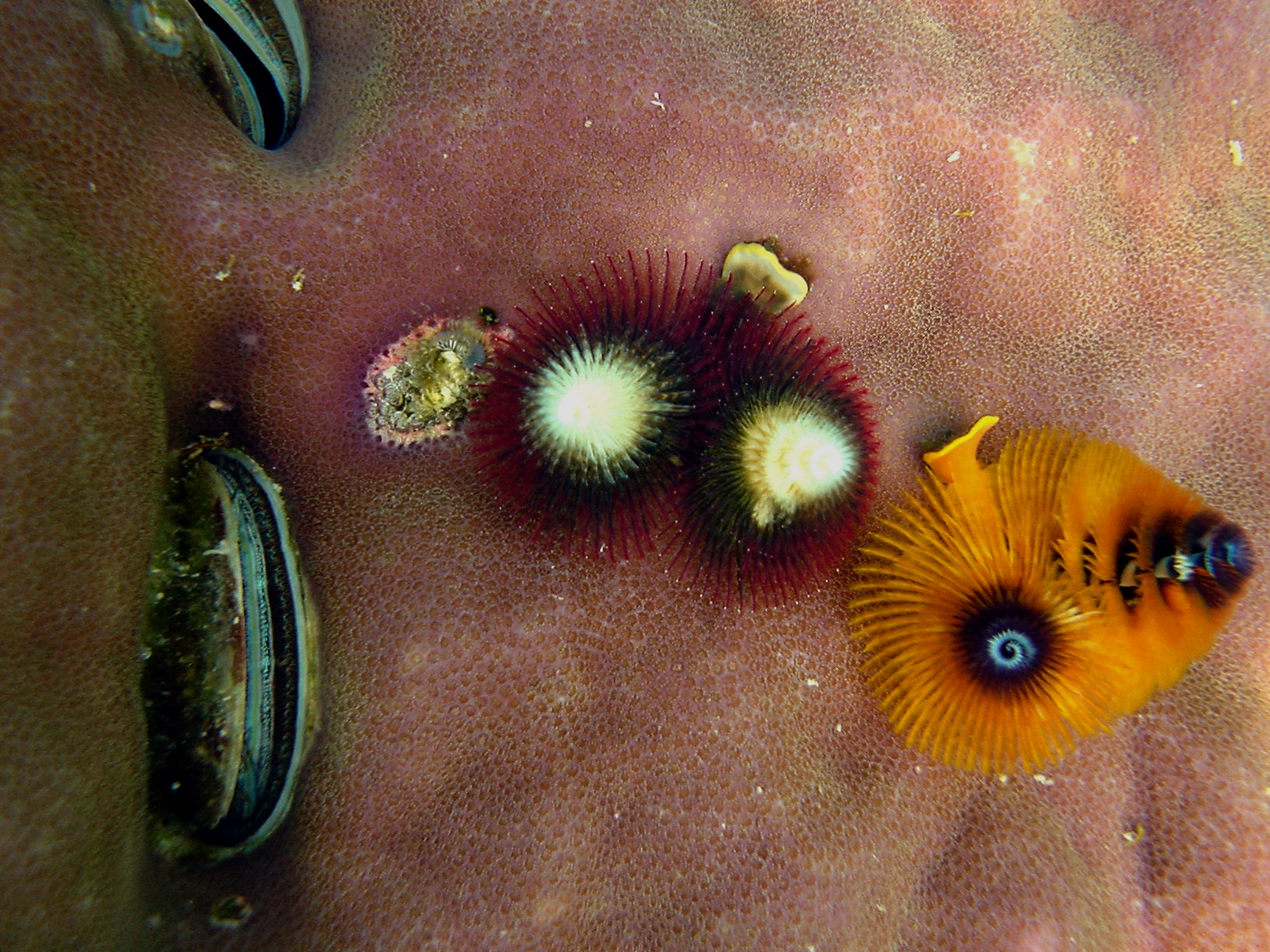
Weihnachtsbaumwürmer aus Papua-Neuguinea
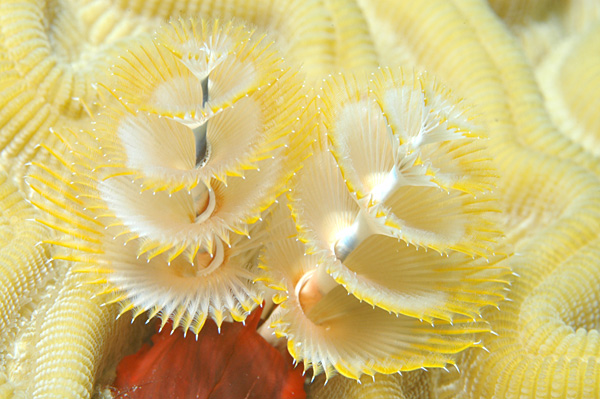
Spirobranchus giganteus eingebettet in eine Faviidae in einem Riff in Bonaire
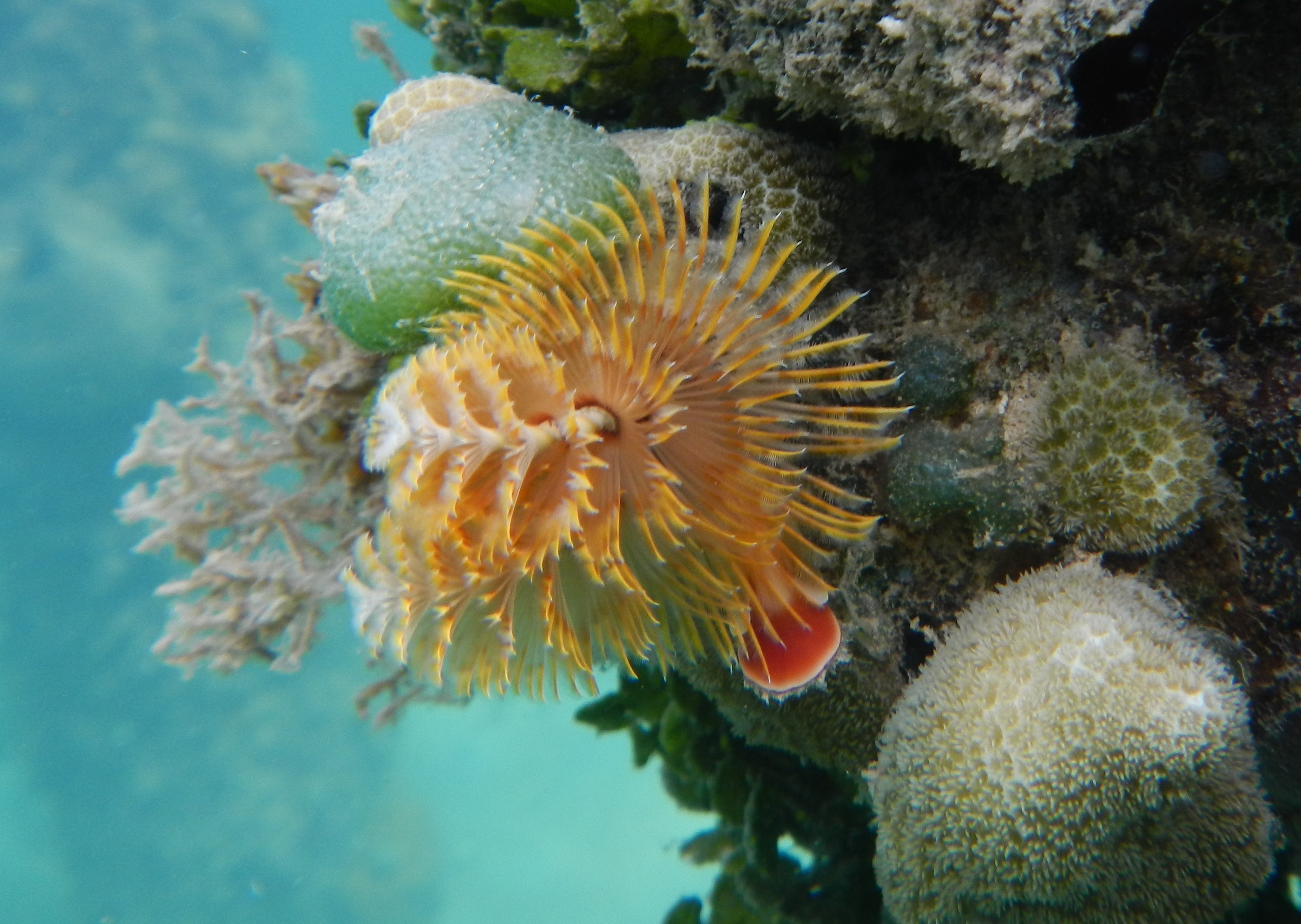
Spirobranchus giganteus, Vieques, Puerto Rico
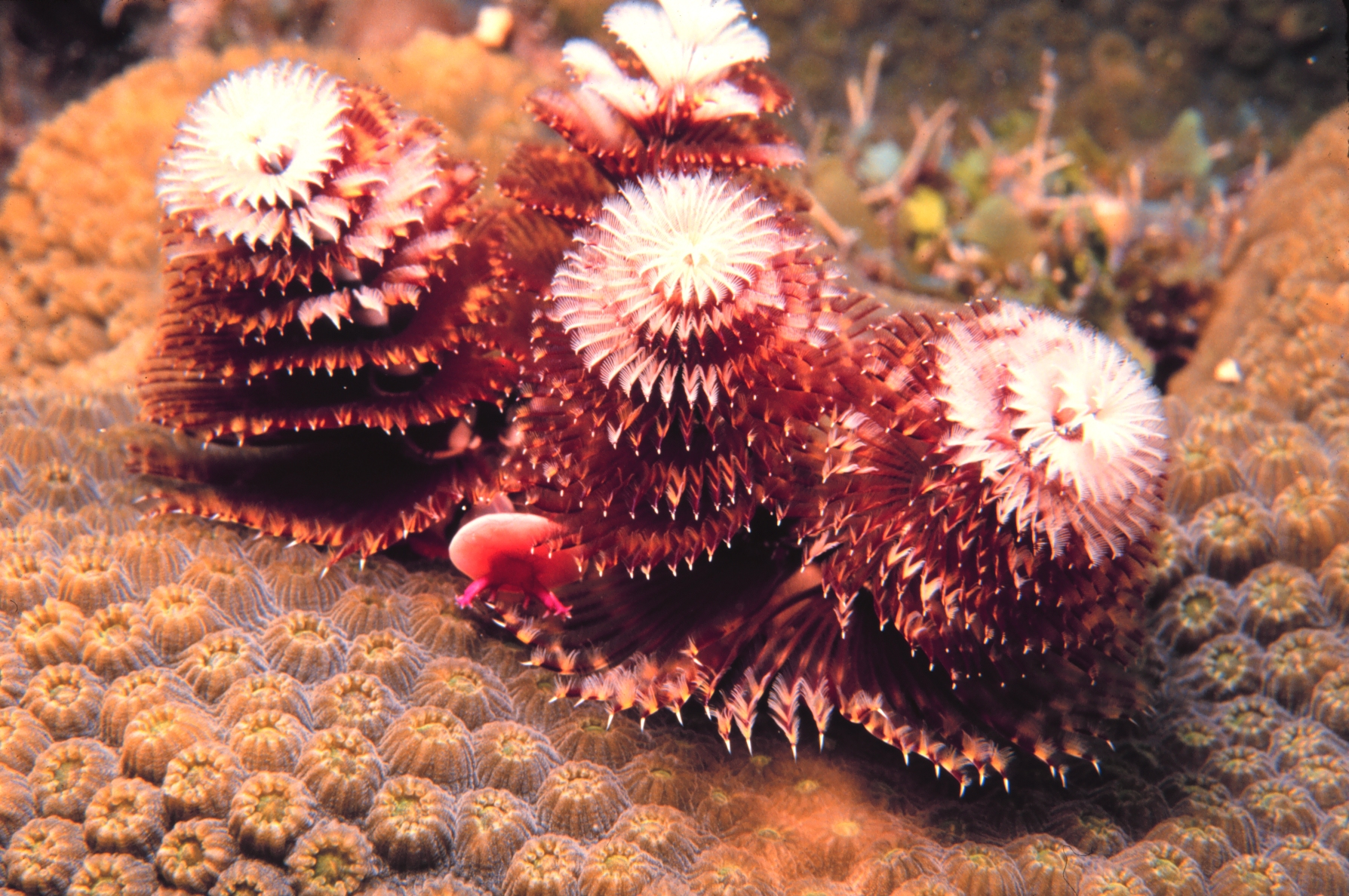
Elbow Reef, Florida
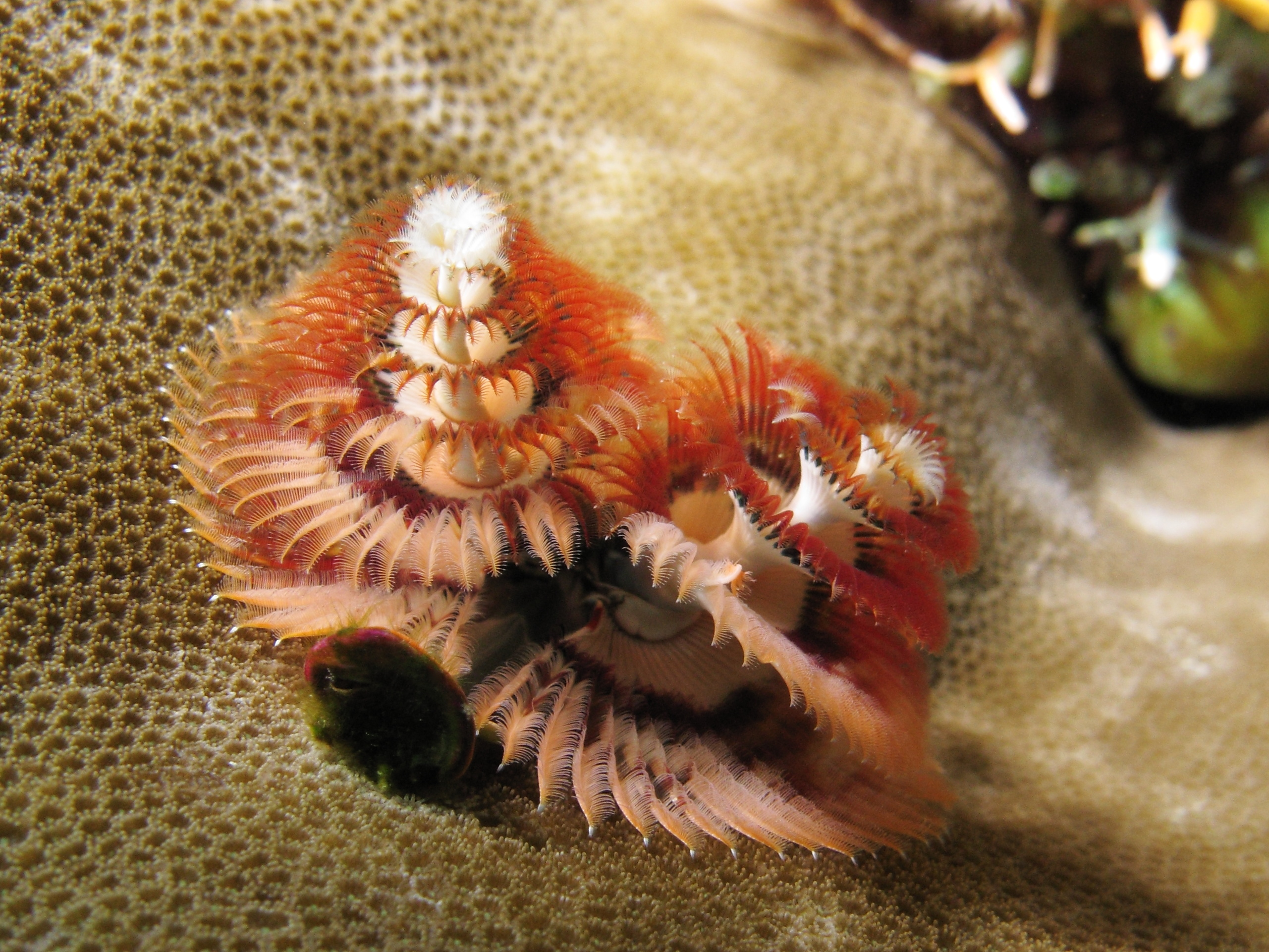
Bei Gili Lawa Laut (nahe Komodo, Indonesien)